# هویباخ (وورتمبرگ)
شهر هویباخ در ایالت بادن-وورتمبرگ در کشور آلمان واقع شده‌است.